# Saint-Martial-d’Albarède
Saint-Martial-d’Albarède – miejscowość i gmina we Francji, w regionie Nowa Akwitania, w departamencie Dordogne.
Według danych na rok 1990 gminę zamieszkiwały 394 osoby, a gęstość zaludnienia wynosiła 38 osób/km² (wśród 2290 gmin Akwitanii Saint-Martial-d’Albarède plasuje się na 797. miejscu pod względem liczby ludności, natomiast pod względem powierzchni na miejscu 1037.).